# Franco Macri
Francesco Raúl Macri (Roma, 15 de abril de 1930-Buenos Aires, 2 de marzo de 2019), más conocido como Franco Macri, fue un empresario y ejecutivo italiano nacionalizado argentino.
Era el líder del Grupo Macri-SOCMA, un grupo económico argentino, integrado por empresas relacionadas principalmente con la construcción (SIDECO), la industria automovilística (Sevel), los vuelos aéreos (Macair Jet), el sistema de cobros (Pago Fácil), la recolección de basura (Manliba) y la industria de alimentos (Canale), con establecimientos en Argentina, Brasil y Uruguay. Ganó el Premio Konex 1988.

## Biografía

### Comienzos
Nació en Roma, en un hogar de tres hermanos. Su madre, Lea Lidia Garbini, pertenecía a una familia romana, propietaria de una empresa de transporte público en la zona del Lacio, su padre, Giorgio Macrì, nació en una familia latifundista de Calabria. Era dueño de una empresa constructora, que tenía contratos en Italia y África. y estuvo militando en algunos partidos políticos sin éxito.
A los 18 años Macri emigró a la Argentina trayendo consigo a sus dos hermanos y sin conocer el idioma castellano. Su padre, Giorgio Macri, ya llevaba viviendo dos años allí. Una vez en Buenos Aires, comenzó a trabajar como asistente de un ingeniero civil, también de origen italiano. Apenas tres años de llegado a Buenos Aires, en 1951, fundó una empresa dedicada a la construcción, que luego daría origen a lo que actualmente es Sideco Americana.
Con el paso de los años, Macri estuvo a cargo de la conducción de diversas organizaciones empresarias como la Unión Argentina de la Construcción, la Cámara Argentina de la Construcción y la Asociación de Fabricantes de Autos.[cita requerida]
Macri se casó con las argentinas Alicia Blanco Villegas (1958-1980) y Cristina Greffier (1982-1986) y tuvo seis hijos: Mauricio, Alejandra, Gianfranco, Mariano y Florencia; perdió a su hija Sandra en 2014, tras una larga enfermedad. Su hijo mayor, Mauricio Macri, fue Jefe de Gobierno de Buenos Aires entre el 2007 y 2015 y fue presidente de la Argentina entre 2015 y 2019. Su sobrino, Jorge Macri, fue intendente municipal del Partido de Vicente López entre 2011 y 2021 y Jefe de Gobierno de Buenos Aires desde 2023.

### Décadas de 1970 y 1980
Durante la última dictadura cívico-militar (1976-83) el grupo empresarial creció enormemente, sobre todo gracias a lo que sería el fuerte de dicha compañía: la compra de empresas, obra pública y concesiones diversas para el Estado argentino. Sus empresas evolucionaron a un ritmo considerable, entrando a formar parte de los mayores holdings de América.
Durante los años 1980, Franco Macri estuvo al frente de la firma Sevel, Durante esta década sería relafionado Ramón Puerta de beneficiar durante su primer mandato (1991-1995), al grupo Socma y otorgarles el manejo de la represa Urugua-ícon sobreprecios lo que valdría una investigación judicial.Recibió un Premio Konex.

### Década de 1990 y 2000
SOCMA administró el Correo Argentino desde finales de los años 1990 hasta que en 2003 el entonces presidente Néstor Kirchner decidió rescindirle el contrato porque la empresa nunca había pagado lo acordado con el estado para administrar el correo.
Franco Macri estuvo a cargo de la conducción de diversas organizaciones empresariales, como: la Unión Argentina de la Construcción, la Cámara Argentina de la Construcción y la Asociación de Fabricantes de Autos. Fue accionista del grupo Philco Electrodomésticos, conducido por Jorge Blanco Villegas, expresidente de la Unión Industrial Argentina, que vendió la empresa al grupo coreano Daewoo.
En 2007, el grupo SOCMA se asocia con la empresa de origen chino Chery para lanzar nuevos modelos de autos en Sudamérica.  El primer lanzamiento correspondió al Tiggo presentado en Uruguay y lanzó el Chery QQ3, uno de los automóviles más económicos de Sudamérica, con un precio estimado de 192 000 pesos.
En 2017 fue imputado por el titular de la Fiscalía Criminal y Correccional Federal N.º 1, Jorge Di Lello junto con el presidente Mauricio Macri; y el Secretario General de la Presidencia, Fernando De Andreis; y responsables de la línea aérea Avianca, por la posible comisión de los delitos de asociación ilícita, negociaciones incompatibles, defraudación contra la administración pública y tráfico de influencias por irregularidades vinculadas a la explotación del espacio aéreo argentino.

### Fallecimiento
Franco Macri falleció durante la noche del 2 de marzo de 2019 en su residencia de Barrio Parque, a la edad de 88 años.

## Obras publicadas
Cinco libros, entre ellos:
- Charlas con mis nietos. Buenos Aires: Editorial Planeta.
- El futuro es posible: mi experiencia de medio siglo como empresario en la Argentina. Buenos Aires: Editorial Planeta.
- Macri por Macri. Buenos Aires: Emecé Editores.

## Premios
- Premio Konex.[8]